# Volkmar Staub

Volkmar Staub (links), hier zusammen mit Schroeder (2008)

Volkmar Staub (* 8. Juni 1952 in Brombach, heute Lörrach) ist ein deutscher Kabarettist und Autor.

## Biografie
Staub begann während seines Studiums der Sozialarbeit als Liedermacher. 1978 spielte er zusammen mit Werner Klenk sein erstes Kabarett-Programm. Zusammen mit Klenk begründete er das Freiburger Szenekabarett Riebyse und Buurepunk. 1983 führte Staub sein erstes Soloprogramm Hoppla, mein Standpunkt hüpft auf, ebenfalls 1983 trat er mit dem Ensemble Din a Dry auf. Bis 1993 führte Staub sieben Soloprogramme auf, daneben präsentierte er in den 1980er Jahren zusammen mit Matthias Deutschmann das Programm Nachschlag. 1996 trat er zusammen mit Werner Klenk als Duo Zwei Richtige unter der Regie vor Heinrich Pachl auf, das nächste Programm des Duos präsentierte die beiden als Helden. Seither ist er wieder mit diversen Soloprogrammen bundesweit unterwegs. Bei seinen Soloauftritten präsentiert er auch Nummern, die er ursprünglich für andere Kabarettisten geschrieben hat, so für Reiner Kröhnert oder das Düsseldorfer Kom(m)ödchen. Der Radiosender SWR4 produzierte mit Staub zusammen ein siebenteiliges Hörspiel „Heidi im Schwarzwald“, welches im Januar 2007 ausgestrahlt wurde. Staub, der das Stück geschrieben hat, ist auch gleichzeitig ihr Sprecher. 
Seit 2004 trat Staub jährlich im Duett mit Florian Schroeder auf. Staubs Markenzeichen ist seine kunstvolle Veränderung von Worten; die Frankfurter Rundschau bezeichnete ihn daher als „Wortspielphilosophen“ unter den politischen Kabarettisten.
2018 fand nach 15 Jahren gemeinsamen Auftritten mit Florian Schroeder die „Zugabe“, der kabarettistische Jahresrückblick zum letzten Mal in dieser Form statt.
2023 erhielt Staub den Ehrenpreis des Kleinkunstpreises Baden-Württemberg
Staubs Wahlheimat ist seit 1988 Berlin.